# Меджимурська гібаніца
Меджиму́рська гі́баніца (хорв. Međimurska gibanica) — солодкий пиріг з листкового тіста з начинкою з сиру, яблук, маку та горіхів, що походить з Меджимурської жупанії, Хорватія. Це традиційна страва, особливо популярна в Північній Хорватії, багата на смак і калорійна, делікатес, який є невід'ємним компонентом хорватської кухні.
Цей рецепт є одним з великої кількості регіональних сортів гібаніци, розповсюдженої на Балканах.

## Рецепт і сервірування
Для приготування прісного тіста, яким перемежовуються шари начинки, змішується борошно, сіль, вода і соняшникова олія. Замішане тісто має зачекати годину при кімнатній температурі.
Ще одне тісто — пісочне — складається з борошна, вершкового масла, вершків, яєць, цукру і солі.
Для сирної начинки змішують сир, яйця, цукор, сметану, ванілін і родзинки.
Макова начинка містить власне мак, молоко, цукор і корицю.
До яблучної начинки, окрім яблук, входить лимонна цедра, лимонний сік, кориця і цукор.
Основою пирога служить пісочне тісто, на яке викладають шар макової начинки. Далі — шар прісного тіста, сирна начинка, горіхова і яблучна, що розділені прісним тістом.
Верхній корж з прісного тіста намащують сметаною. Пиріг випікається в духовці 60 хвилин при температурі 180 градусів.
Подають гібаніцу холодною, посипаною цукровою пудрою, политою глазур'ю або вершковим кремом.

## Особливості
Меджимурська гібаніця — це специфічний тип гібаніци, який відрізняється від інших видів кількома деталями, що стосуються тіста, начинок, зовнішнього вигляду та складу деяких вторинних або додаткових інгредієнтів (цукор, сметана, молоко, масло, яйця, родзинки, кориця). У порівнянні, наприклад, з прекмурською гібаніцею, вона містить свіжий кварковий сир замість рікоти або зерненого сиру. Меджимурська гібаніца має товсті простіші чотиришарові начинки замість подвійних й тонших восьмишарових начинок прекмурської гібаніці. Як правило, меджимурська гібаніцасоковитіша і м'якша, ніж більшість інших видів гібаніці.